# Jan Baptist Wolfaerts
Jan Baptist Wolfaerts, également connu sous les noms de Wolffordt ou Wolfert, né (ou baptisé) le 15 novembre 1625 à Anvers et mort entre 1671 et 1687 dans la même ville, est un peintre baroque flamand.

## Biographie
Jan Baptist Wolfaerts est le fils du peintre anversois Artus Wolffort, dont il est l'élève. Il est possible que, peu après la mort de son père en 1641, il effectue un séjour en Italie de deux ou trois ans après un passage à Paris en 1642. En 1647, il s'installe à Haarlem où il devient membre de la Guilde de Saint-Luc. Il fait un séjour à Rome en 1658, rentre à Haarlem en 1659 puis revient probablement s'installer dans sa ville natale avec sa famille au milieu des années 1660.

## Œuvre
Bien qu'il soit d'origine flamande, les œuvres de Jan Baptist Wolfaerts s'inscrivent plutôt dans la tradition de la peinture de paysage hollandaise, avec des personnages et des animaux. Apprécié pour ses scènes pastorales, certaines comprennent, dès ses premières réalisations, des bâtiments de style italianisant qui laissent penser qu'il a très tôt effectué un séjour en Italie.